# Adnan Abbas
Adnan Abbas (ur. ok. 1947) – polski naukowiec, profesor dr habilitowany literaturoznawstwa i literatury arabskiej.
Urodził się około 1947.
W 1988 ukończył doktorat na Uniwersytecie Jagiellońskim w Krakowie, w 1998 habilitację na Uniwersytecie Warszawskim. W 2003 Uniwersytet im. Adama Mickiewicza w Poznaniu zarejestrował nadany mu tytuł profesorski. 
Od 1 października 1991 do 31 grudnia 2018 był zatrudniony w Zakładzie Arabistyki i Islamistyki Uniwersytetu im. Adama Mickiewicza w Poznaniu, następnie był pracownikiem Wyższej Szkoły Menedżerskiej w Warszawie.
Członek Komitetu Nauk Orientalistycznych Polskiej Akademii Nauk.